# Chaudon, Eure-et-Loir
Chaudon är en kommun i departementet Eure-et-Loir i regionen Centre-Val de Loire strax norr om centrala Frankrike. Kommunen ligger i kantonen Nogent-le-Roi som tillhör arrondissementet Dreux. År 2022 hade Chaudon 1 689 invånare.

## Befolkningsutveckling
Antalet invånare i kommunen Chaudon
Referens:INSEE